# Miguel Castro (político)
Basílio Miguel Câmara Castro (2 de janeiro de 1973) é um empresário e político português filiado ao partido CHEGA. Atualmente, assume as funções de Presidente da Secção Regional do CHEGA-Madeira, Presidente do grupo parlamentar do CHEGA-Madeira e deputado à Assembleia Legislativa Regional da Madeira.
Em 2021, encabeçou a lista do CHEGA à presidência da câmara municipal do Funchal, onde ficou em quarto lugar.

## Biografia
Miguel Castro nasceu em 1973, é funcionário público e empresário no setor da restauração e atividades turísticas. Militante do Partido CHEGA, a 2 de março de 2022, oficializou a sua candidatura à presidência da Secção Regional do Partido. As suas principais bandeiras internas incluem o apoio à Juventude e a criação do grupo "Mulheres CHEGA-Madeira". A 12 de março de 2022, foi eleito Presidente da Secção Regional do CHEGA-Madeira. Durante a V Convenção Nacional do Partido, André Ventura anunciou-o como o cabeça da lista para as eleições regionais da Madeira em 2023. A 24 de setembro de 2023, Miguel Castro foi eleito deputado na Assembleia Legislativa Regional da Madeira, liderando um grupo parlamentar composto por 4 deputados, o que representou o maior aumento percentual em relação às eleições regionais de 2019.

## Resultados eleitorais
| Data | Partido     | Partido | Posição     | Cl.    | Votos         | %             | +/-    | Status | Notas                       |
| ---- | ----------- | ------- | ----------- | ------ | ------------- | ------------- | ------ | ------ | --------------------------- |
| 2023 |             | CHEGA   | 1.º (em 47) | 4.º    | 12 028        | 8,88 / 100,00 |        | Eleito | Presidente do CHEGA-Madeira |
| 2024 | 1.º (em 47) | CHEGA   | 4.º         | 12 562 | 9,24 / 100,00 | 0,36          | Eleito |        | Presidente do CHEGA-Madeira |